# Helga Schultz

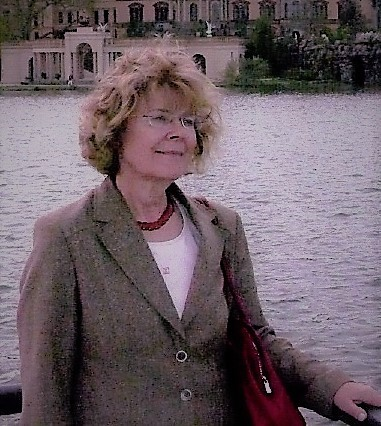
Helga Schultz (2009)

Helga Schultz (* 16. August 1941 in Schwerin; † 7. März 2016 in Berlin) war eine deutsche Historikerin mit dem Arbeitsschwerpunkt Wirtschafts- und Sozialgeschichte Europas.

## Leben
Schultz studierte ab 1960 Geschichte, Germanistik und Pädagogik an der Universität Rostock. 1964 legte sie das Staatsexamen als Lehrer für Geschichte und Deutsch ab. Ein Jahr darauf erhielt sie ihr Diplom in Geschichte und wurde wissenschaftliche Mitarbeiterin und später Oberassistentin an der Sektion Geschichte der Universität. 1969 promovierte sie in Rostock mit der Dissertation „Die Krise der feudalen Ratsverfassung. Dargestellt am Beispiel Rostocks 1748–1788“. 1978 habilitierte sie sich ebendort mit der Habilitationsschrift „Das Landhandwerk in der Epoche des Übergangs zum Kapitalismus. Vergleichende Studie und regionale Untersuchung Mecklenburg-Schwerin“ (Dissertation B).
1977 wurde Schultz Mitarbeiterin an der Akademie der Wissenschaften der DDR (AdW) in Berlin für den Bereich Feudalismus. An der Akademie wurde sie 1983 Leiterin der Forschungsstelle „Regionalgeschichte“ des  Zentralinstituts für Geschichte und übte diese Funktion bis zur Abwicklung der AdW 1991 aus. 1986 wurde sie zur Professorin an der AdW ernannt.
Von 1990 bis 1993 war sie angestellt bei der „KAI e. V. – Koordinierungs- und Abwicklungseinrichtung für die Institute der Akademie der Wissenschaften der DDR“. 1992 nahm sie eine Gastprofessur an der Universität Göteborg in Schweden wahr. 1993 folgte sie einem Ruf der Europa-Universität Viadrina in Frankfurt (Oder) auf einen Lehrstuhl für Wirtschafts- und Sozialgeschichte der Neuzeit. 2006 wurde sie mit Erreichen der Altersgrenze emeritiert. Von 2007 bis 2009 war Schultz Gastprofessorin am Institut für Angewandte Linguistik der Adam-Mickiewicz-Universität Posen (Polen).
Schultz war Mitglied des Johann-Gottfried-Herder-Forschungsrats. Seit 1997 war sie Mitglied der Leibniz-Sozietät der Wissenschaften zu Berlin. Sie war Herausgeberin der Frankfurter Studien zur Grenzregion (später Frankfurter Studien zur Wirtschafts- und Sozialgeschichte Ostmitteleuropas) des Berliner Wissenschafts-Verlags.
Schultz verstarb 2016 in Berlin. Sie hat ein umfangreiches wissenschaftliches Werk publiziert, darunter mehr als 30 Buchpublikationen.

## Schriften (Auswahl)
- Soziale und politische Auseinandersetzungen in Rostock im 18. Jahrhundert. Böhlau, Weimar 1974 (Dissertation, Universität Rostock, 1969).
- Landhandwerk im Übergang vom Feudalismus zum Kapitalismus - vergleichender Überblick und Fallstudie Mecklenburg-Schwerin. Akademie-Verlag, Berlin 1984 (Dissertation B, Universität Rostock, 1978).
- Berlin 1650–1800. Sozialgeschichte einer Residenz. Akademie-Verlag, Berlin 1987, ISBN 978-3-05-000310-8, 2., durchgesehene Auflage 1992, ISBN 978-3-05-002171-3.
- Das ehrbare Handwerk. Zunftleben im alten Berlin zur Zeit des Absolutismus. Böhlau, Weimar 1993, ISBN 978-3-7400-0820-8.
- Handwerker, Kaufleute, Bankiers. Wirtschaftsgeschichte Europas 1500–1800. Fischer-Taschenbuch-Verlag, Frankfurt am Main 1997, ISBN 978-3-596-60128-8.
- Bevölkerungstransfer und Systemwandel - ostmitteleuropäische Grenzen nach dem Zweiten Weltkrieg. Berlin-Verlag Spitz, Berlin 1999, ISBN 978-3-87061-807-0 (als Hrsg.).
- Grenzen im Ostblock und ihre Überwindung. Berlin-Verlag Spitz, Berlin 2001, ISBN 978-3-8305-0081-0 (als Hrsg.).
- Preußens Osten - Polens Westen - Das Zerbrechen einer Nachbarschaft. Berlin-Verlag Spitz, Berlin 2001, ISBN 978-3-8305-0261-6 (als Hrsg.).
- spanisch: Historia económica de Europa, 1500–1800. Artesanos, mercaderes y banqueros. Siglo Veintiuno, Madrid 2001.
- Helga Schultz, Jürgen Wagener (Hrsg.): Die DDR im Rückblick - Politik, Wirtschaft, Gesellschaft, Kultur. Ch. Links Verlag, Berlin 2007, ISBN 978-3-86153-440-2.
- Europäischer Sozialismus – immer anders. Karl Kautsky - George Bernard Shaw - Jean Jaurès - Józef Piłsudski - Alexander Stambolijski - Wladimir Medem - Leo Trotzki - Otto Bauer - Andreu Nin - Josip Broz Tito - Herbert Marcuse - Alva und Gunnar Myrdal. Berliner Wissenschafts-Verlag, Berlin 2014, ISBN 978-3-8305-3310-8.
- Januskopf. Neoliberalismus und Neue Linke. Berliner Wissenschafts-Verlag, Berlin 2016, ISBN 978-3-8305-3634-5.